# Вама Бузаулуј (Брашов)
Вама Бузаулуј (рум. Vama Buzăului) насеље је у Румунији у округу Брашов у општини Вама Бузаулуј. Oпштина се налази на надморској висини од 767 m.

## Становништво
Према подацима из 2011. године у насељу је живело 812 становника.